# 帕亞 (博亞卡省)
帕亞是哥倫比亞的城鎮，位於該國東北部，由博亞卡省負責管轄，距離首府通哈255公里，始建於1600年9月14日，面積436平方公里，海拔高度971米，2005年人口2,587。
5°38′N 72°26′W / 5.633°N 72.433°W